# Paradox Hotel Vancouver
Pour les articles homonymes, voir Trump International Hotel and Tower.
Paradox Hotel Vancouver, anciennement connu sous le nom de Trump International Hotel and Tower, est un gratte-ciel à Vancouver, en Colombie-Britannique, au Canada. D'une hauteur de  188 mètres, il est construit entre 2012 et 2016 et est situé au 1139 West Georgia Street. Il comprend notamment 214 logements et 147 chambres d'hôtel. Il s'agit du second plus haut gratte-ciel du Grand Vancouver après le Living Shangri-La situé juste en face.